# Molly house

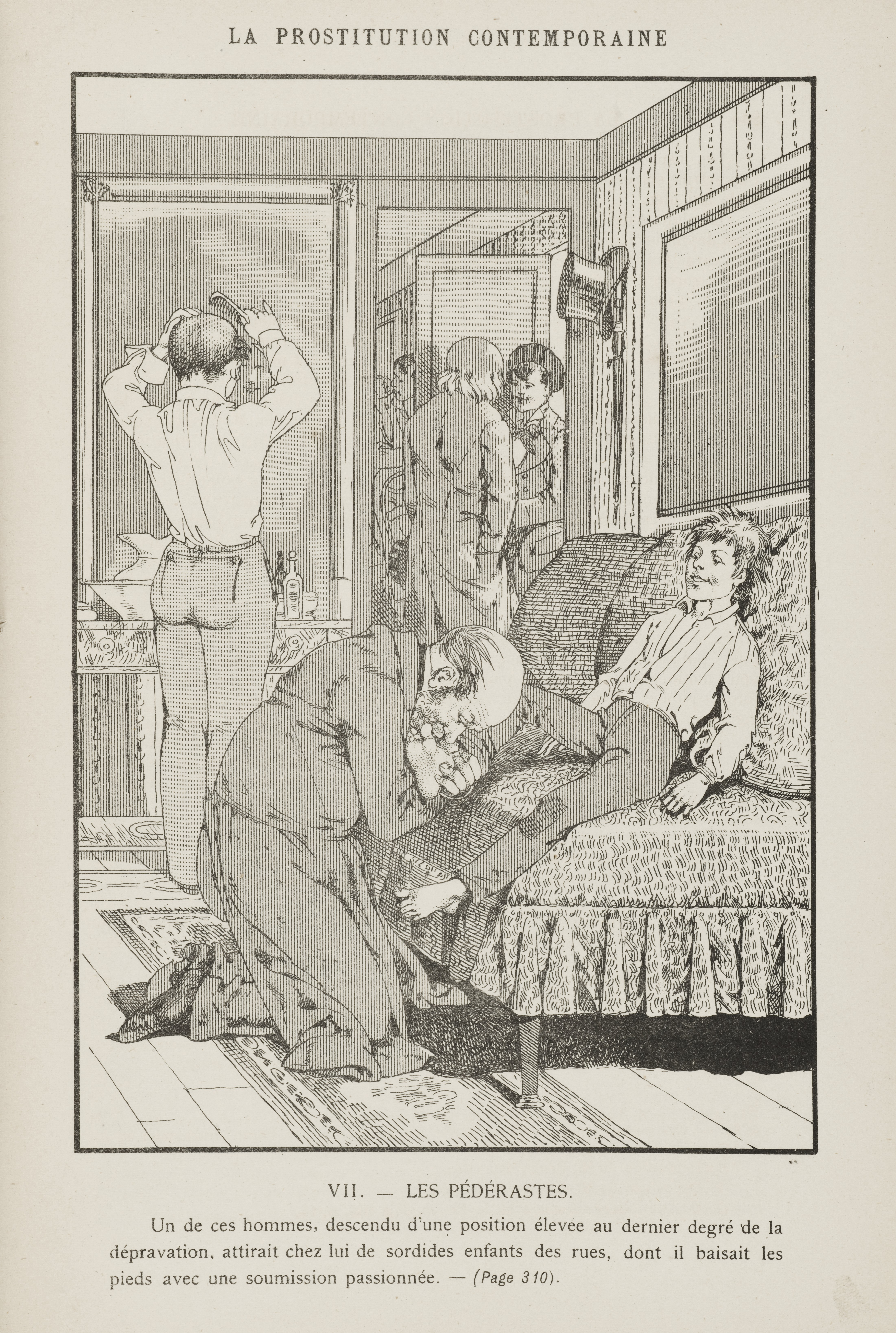
Le molly-house, nei procedimenti giudiziari, erano spesso assimilate a bordelli maschili, come questo da un'illustrazione di Léon Choubrac

Molly house era un termine utilizzato in Inghilterra nel XVIII e XIX secolo per indicare i luoghi d'incontro per uomini omosessuali; tali luoghi erano, in genere, taverne, osterie e pub, caffè o anche stanze private in cui si poteva socializzare o incontrare possibili partner sessuali.
Anche se questi club tendevano a mostrare una pesante connotazione sessuale, alcuni critici sono riluttanti a classificarli come bordelli o case d'appuntamento; Rictor Norton, ad esempio, sostiene che tra i clienti abituali, in realtà, potevano esservi anche amici comuni, almeno all'inizio, dal momento che prove consistenti riguarda alla pratica della prostituzione maschile sembrano essere insufficienti almeno fino agli anni '80 del Settecento.
A quel tempo le attività omosessuali in Inghilterra erano illegali (in base al Buggery Act del 1533) ed erano pesantemente perseguitate; rimasero reati passibili di pena di morte fino al 1861. In questo contesto, in particolare durante gli anni '20 del XVIII secolo, le Molly house diventarono obiettivi di raid e arresti da parte della polizia, mentre, d'altro canto, i loro clienti si trovavano a essere il bersaglio ideale di ricatti ed estorsioni da parte di truffatori della peggior risma.
Le Molly house possono essere considerate quasi precorritrici di alcuni tipi di luoghi d'incontro contemporanei per la comunità gay.